# 太平 (北燕)
太平（409年十月—430年十二月）是十六國時期北燕政權，北燕太祖文成帝冯跋的年號，共計21年餘。
太平二十二年九月馮弘沿用。

## 纪年
| 太平 | 元年     | 二年     | 三年   | 四年   | 五年   | 六年   | 七年   | 八年   | 九年   | 十年   |
| ---- | -------- | -------- | ------ | ------ | ------ | ------ | ------ | ------ | ------ | ------ |
| 公元 | 409年    | 410年    | 411年  | 412年  | 413年  | 414年  | 415年  | 416年  | 417年  | 418年  |
| 干支 | 己酉     | 庚戌     | 辛亥   | 壬子   | 癸丑   | 甲寅   | 乙卯   | 丙辰   | 丁巳   | 戊午   |
| 太平 | 十一年   | 十二年   | 十三年 | 十四年 | 十五年 | 十六年 | 十七年 | 十八年 | 十九年 | 二十年 |
| 公元 | 419年    | 420年    | 421年  | 422年  | 423年  | 424年  | 425年  | 426年  | 427年  | 428年  |
| 干支 | 己未     | 庚申     | 辛酉   | 壬戌   | 癸亥   | 甲子   | 乙丑   | 丙寅   | 丁卯   | 戊辰   |
| 太平 | 二十一年 | 二十二年 |        |        |        |        |        |        |        |        |
| 公元 | 429年    | 430年    |        |        |        |        |        |        |        |        |
| 干支 | 己巳     | 庚午     |        |        |        |        |        |        |        |        |

## 参看
- 中国年号列表
  - 其他时期使用太平的年号
- 同期存在的其他政权年号
  - 义熙（405年-418年十二月）：東晉皇帝晋安帝司马德宗的年号
  - 元熙（419年正月-420年六月）：東晉皇帝晋恭帝司马德文的年号
  - 永初（420年六月—423年十二月）：南朝宋皇帝宋武帝刘裕的年号
  - 景平（423年正月—424年八月）：南朝宋皇帝宋少帝刘义符的年号
  - 元嘉（424年八月—453年十二月）：南朝宋皇帝宋文帝刘义隆的年号
  - 龙升（407年六月-413年二月）：夏国政权赫连勃勃年号
  - 凤翔（413年三月-418年十月）：夏国政权赫连勃勃年号
  - 昌武（418年十一月-419年正月）：夏国政权赫连勃勃年号
  - 真兴（419年二月-425年七月）：夏国政权赫连勃勃年号
  - 承光（425年八月-428年二月）：夏国政权赫连昌年号
  - 勝光（428年二月-431年六月）：夏国政权赫连定年号
  - 弘始（399年九月-416年正月）：后秦政权姚兴年号
  - 永和（416年二月-417年八月）：后秦政权姚泓年号
  - 更始（409年七月-412年八月）：西秦政权乞伏乾归年号
  - 永康（412年八月-419年十二月）：西秦政权乞伏熾磐年号
  - 建弘（420年正月-428年五月）：西秦政权乞伏熾磐年号
  - 永弘（428年五月—431年正月）：西秦政权乞伏暮末年号
  - 太上（405年十一月-410年二月）：南燕政权慕容超年号
  - 嘉平（408年十一月-414年七月）：南凉政权秃发傉檀年号
  - 建初（405年正月—417年二月）：西涼政权李暠年号
  - 嘉兴（417年二月—420年七月）：西涼政权李歆年号
  - 永建（420年十月-421年三月）：西凉政权李恂年号
  - 永安（401年六月-412年十月）：北凉政权沮渠蒙逊年号
  - 玄始（412年十一月-428年十二月）：北凉政权沮渠蒙逊年号
  - 承玄（428年六月-431年）：北凉政权沮渠蒙逊年号
  - 天赐（404年十月-409年十月）：北魏政权拓跋珪年号
  - 永兴（409年闰十月-413年）：北魏政权拓跋嗣年号
  - 神瑞（414年正月-416年四月）：北魏政权拓跋嗣年号
  - 泰常（416年四月-423年十二月）：北魏政权拓跋嗣年号
  - 始光（424年正月-428年正月）：北魏政权魏太武帝拓跋燾年号
  - 神䴥（428年二月-431年十二月）：北魏政权魏太武帝拓跋燾年号